# Justin Shepherd
Justin Shepherd (ur. 8 czerwca 1981 na Wyspach Cooka) – piłkarz z Wysp Cooka grający na pozycji pomocnika w tamtejszym Nikao Rarotonga.
W Nikao Rarotonga gra od 2000 roku. Zdobył z nim 7 mistrzostw kraju i 4 puchary kraju. Jest wychowankiem tego klubu.
W reprezentacji Wysp Cooka Shepherd zadebiutował w 2001 roku. W tym samym roku rozegrał jeszcze dwa mecze. Do dziś to są jego na razie ostatnie występy w reprezentacji Wysp Cooka.